# ملتقي الكويكبات القريبة من الأرض
ملتقي الكويكبات القريبة من الأرض - شوميكر (بالإنكليزية: Near Earth Asteroid Rendezvous - Shoemaker، أو اختصاراً: NEAR Shoemaker،( حيث تغيَّر اسمه في سنة 1996 بذكرى عالم الكواكب يوجين ميرل شوميكر)، هو مسبار فضائي روبوتي صمَّمه مختبر الفيزياء التطبيقيَّة التابع لجامعة جونز هوبكينز لأجل وكالة ناسا، بهدف إرساله لدراسة الكويكب القريب من الأرض 433 إروس من على مدارٍ قريب، لمدة عام كامل. نجحت رحلة المسبار، حيث تمكَّن من دخول مدار قريب مع الكويكب وجمع عنه بيانات كثيرة، قبل أن ينهي مهمَّته بالنزول على الكويكب والتحطُّم في 12 فبراير سنة 2001.
كان الهدف العلمي الرئيسي لمهمَّة السبار «نير شوميكر» هو جمع بيانات عن خصائص وطبيعة الكويكب 433 إروس، بما فيها تضاريسه الطوبوغرافية وتركيبه الكيميائيّ ومعادنه وتوزيع كتلته الداخلية وحقله المغناطيسيّ. كما وقد تضمَّنت الأهداف الثانوية دراسة خصائص الحطام الصخري، وتفاعلات الكويكب مع الرياح الشمسية، والنشاط الجيولوجي المحتمل الذي أظهره التراب والغاز، وكيفيَّة دوران الكويكب حول نفسه. استعملت هذه البيانات لزيادة فهم العلماء لخصائص الكويكبات في النظام الشمسي، وعلاقتها مع النيازك والمذنبات، إضافةً إلى بعض المعلومات عن حالة النظام الشمسي المبكرة.
لكي تتمكَّن المركبة من تحقيق هذا الأهداف، زوَّدها العلماء بأدوات مختلفة منها مطيافان لأشعة غاما وإكس، ومطياف تصويري للأشعة تحت الحمراء القريبة، وكاميرا متعدّدة الأطياف مع حسَّاس تصوير CCD، ومقدر مسافات ليزري، ومقياس مغناطيسية. بلغ وزن جميع هذه الأدوات والآلات مجتمعةً 56 كلغم، واحتاجت طاقة 80 واط لتشغيلها.

## عملية التطوير
كانت الخطة السابقة للمهمة هي السفر إلى كويكب 4660 نيريوس والتحليق بجانب كويكب 2019 فان ألبادا. في يناير 2000، كان المسبار سيلتقي بكويكب نيريوس قبل أن يزور العديد من الكويكبات والمذنبات الأخرى. شملت بعض الخيارات التي جرى مناقشتها مذنب 2 بّي/إنكي وكويكب 433 إروس (الذي أصبح هدف المهمة الرئيسي فيما بعد) وكويكب 1036 غانيميد وكويكب 4 فيستا وكويكب 4015 ولسون هارنغتون النشط. كانت الجولة الكبرى للجسم الصغير خطةً لزيارة كويكبين ومذنبين على مدى عقد من الزمن.

## وصف المهمة

### ملخص
كان الهدف الأساسي للمهمة هو دراسة الكويكب القريب من الأرض 433 إروس من مدار حوله لمدة عام تقريبًا. إروس هو كويكب من النوع إس بحجم 13 × 13 × 33 كم تقريبًا، ما يجعله ثاني أكبر كويكب قريب من الأرض. في البداية كان المدار دائريًا نصف قطره 200 كيلومتر. خُفض نصف قطر المدار خلال عدة مراحل إلى مدار أبعاده 50 × 50 كيلومتر في 30 أبريل 2000 ثم إلى مدار أبعاده 35 × 35 كيلومتر في 14 يوليو 2000. رُفع المدار خلال الأشهر التالية إلى مدار أبعاده 200 × 200 كيلومتر، ثم خُفض ببطء وعُدل ليصبح مدارًا تراجعيًا أبعاده 35 × 35 كيلومتر في 13 ديسمبر 2000. انتهت المهمة بهبوط المسبار في المنطقة التي تشبه «السرج» على إروس في 12 فبراير 2001.
يدعي بعض العلماء أن الهدف النهائي للمهمة كان كشف عن الرابط بين كويكب إروس والأحجار النيزكية الموجودة على الأرض. مع وجود بيانات كافية عن التركيب الكيميائي، يمكن كشف الرابط بين إروس والكويكبات الأخرى من النوع إس، والنيازك التي يُعتقد أنها أجزاء من كويكبات النوع إس (ربما إروس نفسه). بمجرد كشف هذا الارتباط، يمكن دراسة مادة النيزك باستخدام معدات كبيرة ومعقدة ومتطورة، واستقراء النتائج للأجرام في الفضاء. لم يثبت نيير شوميكر أو يدحض هذا الارتباط بما يرضي العلماء.
بين ديسمبر 1999 وفبراير 2001، استخدم نيير شوميكر مطياف أشعة غاما الخاص به للكشف عن انفجارات أشعة غاما باعتباره جزءًا من الشبكة بين الكوكبية.

### الرحلة إلى ماتيلدا
بعد إطلاقه على متن صاروخ دلتا 79258 (مركبة إطلاق دلتا 2 مُزودة بتسعة صواريخ جانبية تعمل بالوقود الصلب ومرحلة ثالثة من نوع ستار 48 (بّي إيه إم دي)) وخروجه من مدار الأرض، بدأ المسبار المرحلة الأولى من رحلته. قضى المسبار معظم رحلته في حالة «سبات» ذات نشاط منخفض، والتي انتهت قبل أيام قليلة من التحليق بجانب كويكب 253 ماتيلدا الذي يبلغ قطره 61 كيلومتر.
في 27 يونيو 1997، حلق المسبار بجانب ماتيلدا من على بعد 1200 كيلومتر في الساعة 12:56 بالتوقيت العالمي بسرعة 9.93 كيلومتر/ثانية، ليرسل بعد ذلك بيانات علمية وصور للكويكب. نتج عن التحليق أكثر من 500 صورة، غطت 60% من سطح ماتيلدا، بالإضافة إلى بيانات للجاذبية تسمح بحساب أبعاد وكتلة ماتيلدا.

### الرحلة إلى إروس
في 3 يوليو 1997، نفذ المسبار أول مناورة رئيسية في الفضاء العميق، التي شملت إطلاق المحرك الرئيسي، الذي تساوي قوة دفعه 450 نيوتن، مرتين. أدى هذا إلى خفض السرعة بمقدار 279 متر/ثانية وخفض نقطة الحضيض الشمسي للمدار من 0.99 وحدة فلكية إلى 0.95 وحدة فلكية. جرت مناورة مساعدة جاذبية الأرض في 23 يناير 1998 الساعة 7:23 بالتوقيت العالمي. وصل المسبار إلى أقرب نقطة له من الأرض على ارتفاع 540 كيلومترًا خلال هذه المناورة، حيث عُدلت زاوية ميلان المدار من 0.5 إلى 10.2 درجة، وخُفض ارتفاع نقطة الأوج من 2.17 إلى 1.77 وحدة فلكية، ما طابق تقريبًا خصائص مدار إروس. كانت الأجهزة نشطة خلال ذلك الوقت.